# سید یوسف‌لی
سید یوسف‌لی (به لاتین: Seyid Yusifli، تا ۲۰۰۸ میلادی جانورلی Canavarlı) یک منطقه مسکونی در جمهوری آذربایجان است که در شهرستان بردع واقع شده است. سید یوسف‌لی ۳۰۲ نفر جمعیت دارد.